# Шуньгский район
Шуньгский район — административно-территориальная единица в составе Карельской АССР, существовавшая в 1927—1930 годах. Центром района был Шунгский погост.
Шуньгский район был образован постановлением 2 сессии Центрального Исполнительного Комитета Карельской АССР VII созыва от 17 июля 1927 года. 29 августа того же года это решение было утверждено постановлением Президиума Всероссийского Центрального Исполнительного Комитета.
В состав района вошли Шунгская волость полностью, деревни Пурдега и Мягрозеро Великогубской волости и Толвуйская волость без Великонивского сельсовета.
По данным 1928 года район включал 7 сельсоветов: Вырозерский, Деригузовский, Кажемский, Кузарандский, Паяницкий, Толвуйский, и Фоймогубский.
В районе, по данным переписи 1926 года, проживало 14 776 человека, из них 99,8 % составляли русские.
28 февраля 1930 года Президиум ЦИК Карельской АССР постановил объединить Шуньгский район и Великогубский район в новый Заонежский район. Это решение было утверждено поставлением Президиума ВЦИК и СНК РСФСР от 20 апреля 1930 года «О сокращении сети районов Карельской АССР».